# Benet de Llança i Esquivel
Benet de Llança i Esquivel   (Can Maians, 1821 - Madrid, 1863) fou un escriptor i aristòcrata català.

## Biografia
Fill del comandant d'infanteria de l'exèrcit espanyol Rafael de Llança i de Valls i de Dolors Esquivel i Hurtado de Mendoza, es llicencià en Dret. Fruit del seu casament l'any 1849 amb María de la Concepción Pignatelli d'Aragona y Belloni, passà a ser duc de Solferino, marquès de Coscojuela de Fantova i comte del Castell de Centelles.
Fou membre de l'Acadèmia de Belles Arts, així com de l'equip de govern de l'ajuntament i a la diputació de Barcelona. Entre 1846 i [865 mantingué una llarga i significativa correspondència amb Francesc Pi i Margall, conservada fins al moment, i també amb Joan Mañé i Flaquer, Francesc de Paula Puig i Esteve i Manuel Tamayo y Baus. Amb aquest darrer, escriví el drama històric Centellas y Moncadas (1850), així com d'altres no publicats.
Fou pare del dirigent carlí Manuel Maria de Llança i Pignatelli d'Aragona, que heretà el títol de duc de Solferino.

## Fons personal
La documentació de Benet de Llança i Esquivel dipositada a l'Arxiu Històric de la Ciutat de Barcelona està integrada per 481 cartes i 2 telegrames. 440 són cartes adreçades a Benet de Llança per familiars, amics i persones de l'àmbit literari, 39 són esborranys de les cartes escrites pel mateix Benet de Llança als seus corresponsals, i 4 són cartes adreçades a altres persones.